# Presidenti della Giunta delle Comunità di Castiglia-La Mancia
Il Presidente della Giunta delle Comunità della Castiglia-La Mancha (in spagnolo: Presidente de la Junta de Comunidades de Castilla-La Mancha), è il capo del governo della Castiglia-La Mancia. Il presidente dirige il ramo esecutivo del governo regionale.
L'ufficio è istituito in base allo Statuto di autonomia della Castiglia-La Mancia. È occupato da Emiliano García-Page.

## Elenco
| N.                  | Immagine | Presidente (nascita-morte)               | Mandato                             | Partito | Partito |
| ------------------- | -------- | ---------------------------------------- | ----------------------------------- | ------- | ------- |
| Fase pre-automomica |          |                                          |                                     |         |         |
| –                   |          | Antonio Fernández-Galiano (1926-1999)    | 29 novembre 1978 – 1º febbraio 1982 | UCD     |         |
| –                   |          | Gonzalo Payo Subiza (1931-2002)          | 1º febbraio 1982 – 4 gennaio 1983   | UCD     |         |
| –                   |          | Jesús Fuentes Lázaro (1946 – )           | 4 gennaio 1983– 6 giugno 1983       | PSOE    |         |
| Fase autonomica     |          |                                          |                                     |         |         |
| 1                   |          | José Bono Martínez (1950–)               | 6 giugno 1983 – 17 aprile 2004      | PSOE    |         |
| 2                   |          | José María Barreda Fontes (1953–)        | 28 aprile 2004 – 21 giugno 2011     | PSOE    |         |
| 3                   |          | María Dolores de Cospedal García (1965–) | 21 giugno 2011 – 2 luglio 2015      | PP      |         |
| 4                   |          | Emiliano García-Page Sánchez (1968–)     | 2 luglio 2015 – in carica           | PSOE    |         |